# Solanum lopez-camarenae
Solanum lopez-camarenae là loài thực vật có hoa trong họ Cà. Loài này được Ochoa miêu tả khoa học đầu tiên năm 1979.